# 奥田瑛二
奥田 瑛二（おくだ えいじ、1950年〈昭和25年〉3月18日 - ）は、日本の俳優、映画監督、画家。ゼロ・ピクチュアズ所属。
愛知県東春日井郡高蔵寺町（現：春日井市）出身。本名は安藤豊明。妻は安藤和津、長女は安藤桃子、次女は安藤サクラ。

## 来歴

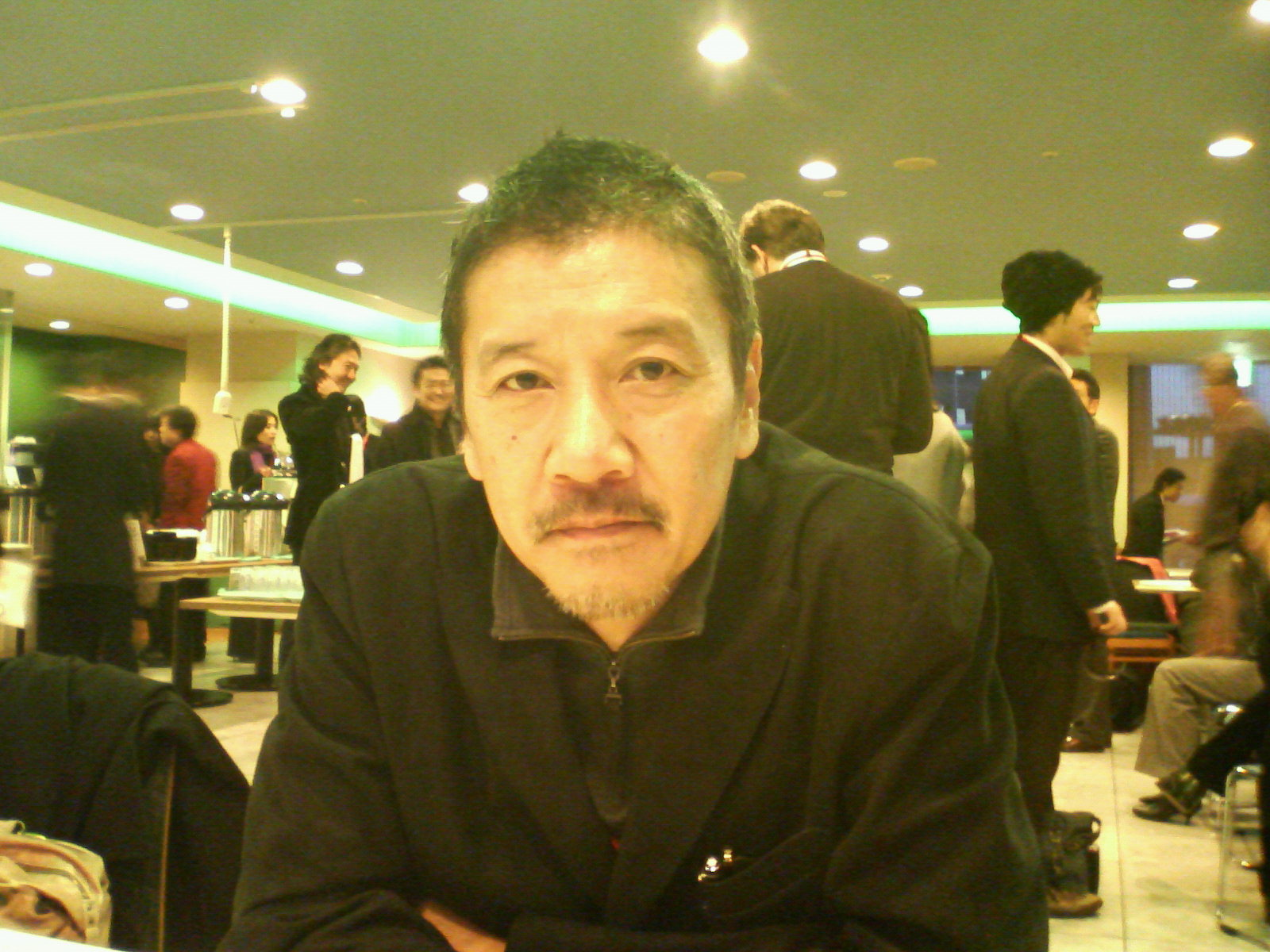
2007年

愛知県東春日井郡高蔵寺町（現：春日井市）生まれ。小学5年生のときに大友柳太朗の『丹下左膳』を観て衝撃を受け、役者を志す。夜尿症で中学入学式の前日までおねしょをする子だった。役者になるには体格を良くするべきと考え、中学では野球部、高校ではラグビー部に入る。中学卒業時は152センチメートルしかなかったが、高校に入ってラグビーをしてからは身長が173センチメートルまで大きく伸びたという。
大学進学を前に上京し役者を目指す旨を春日井市議会議員であった父・安藤豊に打ち明けるも反対されるが、「政治の勉強をするため」と説得して了解を得る。
東邦高等学校卒業後、明治学院大学法学部入学。同時に父の伝で衆議院議員の丹羽兵助の秘書となり、住みこみの書生生活を送る。大学では演劇部にも参加しており、当時は辺真一も先輩部員として在籍していた。議員秘書としての仕事もこなす学生生活を過ごすうちに自身の本分の是非に悩み出奔。大学も中退する。その後、改めて役者を志願し、いくつかの劇団を当たったがタイミング悪く、試験を受けることも出来ず頓挫。高校の先輩でもある俳優の天知茂に師事し、約2年ほど付き人を務めたが、将来に不安を感じ夜逃げ同然に飛び出してしまう。
芸名はその天知が占い師に依頼して名付けてもらったもので、候補は「奥田英二」と「伊吹佳高」の2つあった。伊吹の方には「努力しなくても世に出る」、奥田の方には「努力しないと出世しない」との占い師からの診断結果の添え書きがあったが、天知は「君は現代劇向きだから」と奥田の方を勧め、奥田本人もすでに奥田の芸名を気に入っていたことで決まった。1983年2月ごろに知人の勧めで「英二」を「瑛二」に改名した。
生活のために深夜スナックのアルバイトで食いつないでいたとき、客として来ていたアパレル会社の社長に促され、モデルクラブ「アダムスファッション」でモデルの仕事を始め、CMなどにも出演するようになる。だが、俳優の夢を捨てきれず、当時のマネージャーの協力を得て、1976年に『円盤戦争バンキッド』の主人公・天馬昇 / バンキッドペガサス役でデビュー。しかし、その後しばらくは役に恵まれず不遇時代を過ごし、家賃が払えずにアパートの鍵付きドアノブを交換され、一時期（29歳のころ）は公園（代々木公園など）でホームレスのような生活をしていた。このころに知り合い（公園に寝泊まりしているときに友人にシャワーを借りた縁で）妻となった安藤和津は、家に招いて食事を振る舞っていたと回想している。また、この間、品川岸壁の荷揚げ、スナックのウェイターなどの職を転々としながら、食い繋いでいた。
1979年、日活の『もっとしなやかに、もっとしたたかに』で実力を認められ、続いて『もう頰づえはつかない』に桃井かおりの相手役として出演する。『宮本武蔵』の又八役を演じて以降、テレビドラマ『金曜日の妻たちへIII 恋におちて』（1985年）、『男女7人夏物語』（1986年）、『金曜日には花を買って』（1986年 - 1987年）などへの出演により人気が上昇。これらの役柄によって女性ファンを獲得し、「不倫してみたい俳優」ナンバー1という称号も手に入れた。しかし、本人はあくまで映画志向が強く、テレビ出演を続けつつも映画にのめり込んでゆく。
1986年には『海と毒薬』（第37回ベルリン国際映画祭銀熊賞）で熊井啓監督と出会う。36歳にして映画では初の単独主演をつかみ、第41回毎日映画コンクール男優主演賞などを獲得した。これでひと皮むけ、『千利休 本覺坊遺文』（1989年、第46回ヴェネツィア国際映画祭銀獅子賞）、『式部物語』（1990年、モントリオール映画祭芸術貢献賞）、『ひかりごけ』（1992年）と立て続けに熊井作品に出演する。これらの熊井作品で海外でも知られる存在となり、1992年にはクロード・ガニオン監督によるカナダ映画『ピアニスト』で天才ピアニストにふんし、猛特訓したという演奏場面も披露した。
1993年公開の映画『棒の哀しみ』ではブルーリボン賞を始め国内の映画賞を多数受賞した。以降も、ヤクザからアダルトビデオ会社社長、パチンコ屋社長など、アウトローな役を難無く演じる積極性を武器に、50本以上の映画に出演している。

### 映画監督として
元来「天職」と自覚していた役者だったが、42歳のときに「監督やるぞ!」と思い立ち、周囲に宣言。しかし、経験不足からか自信を持てずに挫折。その後基礎から映画製作を学び、48歳にして助監督を経験。50歳を迎えた2001年に『少女〜AN ADOLESCENT』で念願の監督デビューとなる。
2006年1月に松坂慶子を主役とした『るにん』を公開。共に国内外の映画賞で多数の賞を獲得。3作目となる『長い散歩』は、奥田が「どうしても仕事がしたかった」という緒形拳を主役に配し、モントリオール世界映画祭で、日本映画として1982年の佐藤純弥監督作『未完の対局』以来2作目となるグランプリを受賞。さらに国際批評家連盟賞とエキュメニック賞も同時受賞し、計3冠を獲得するという快挙を成し遂げた。
４作目として山口県下関市でオールロケ撮影した風の外側（原作・監督・脚本）が２００７年に公開された。

## 人物・エピソード
- 1979年、犬養毅元首相の孫で犬養健元法相の娘であるエッセイストの安藤和津と結婚[4]。娘が2人おり、長女の安藤桃子は映画監督として、二女の安藤サクラは女優として活躍する芸能一家である。弟・安藤豊彦は苔玉作家、父・安藤豊は元春日井市議会議員である[6]。
- 俳優・声優の伊武雅刀は高校の1学年先輩にあたる。
- 特技は、ギター[16]、ブルースハープ[17]、挿絵[16]、絵画[17]。連城三紀彦の連載小説『花堕ちる』や、和津夫人の童話『月うさぎ』、宮内婦貴子の童話「おさびし山のさくらの木」などで挿絵を描き[4]、1991年には個展も開いている[4]。音楽方面では、1986年に谷村新司とのデュオでシングル盤「クラシック-CLASSIC-」をリリースしている。
- 『進め!電波少年』の松村邦洋がアポなしで突然現れた際、松村の願い（「僕をモデルに絵を描いて欲しい」）を快く引き受けた[18]。また足を怪我した際も「つばをつけて足を直してあげたい」とやって来た松村に快くつばをかけさせ、関係者に非常に好印象であった[18]。
- 業界屈指の色気を持つ俳優であり、テレビ番組に出演する際には「ちょいワル」と呼ばれるスーツの着方を実践。また、津川雅彦や明石家さんまらとたびたび合コンを開催[18]。女性陣のセッティングを自ら担当する（加えて女性側の幹事に「キレイな子を連れてこなかったら殺す」と脅迫する）というこだわりの持ち主である[18]。しかしそんな女性好きが高じてか、1999年に絵画モデルの10代女性にセクハラをした疑惑が浮上し、会見で「妻には初めて手をついて土下座した」と明らかにした。また、酒席で下半身を露出して週刊誌、女性週刊誌で記事になったこともある。
- 2012年9月5日、三宅久之、津川雅彦ら28人は、同年9月の自由民主党総裁選挙に向けて「安倍晋三総理大臣を求める民間人有志の会」を発足させ、奥田も発起人として名を連ねた[19][注釈 1]。同日、同団体は安倍晋三の事務所に赴き、出馬要請をした[30][21]。9月26日、総裁選が実施され、安倍が当選した。
- 2016年、『土曜スタジオパーク』にゲスト出演した際に『円盤戦争バンキッド』でのエピソードを語った[8]。当時は一生懸命だったので恥ずかしさはなかったという[8]。また今でも変身ポーズは覚えていると語り、スタジオで披露した[8]。アクションは最初の5本までは実際に行っていたといい、その後担当したスタントマンのスタイルが悪く見ていて辛かったという[8]。『バンキッド』終了後にオーディションなどを受けた際、子供番組をやっていたことで馬鹿にされたことがあったが、後に売れてからは相手のプロデューサーから謝罪されたことなどを話した[8]。また、『バンキッド』で共演した柳生博は、当時の奥田について「変な役者だった。ものすごくリアル」などと述べ、自分の方が先輩だったのにもかかわらず怖かったとも述べた[8]。怖かった感想を持たれたことについて、奥田自身は「学生時代に政治の世界に突っ込んでいたから」などと見解を述べている[8]。
- 阪神タイガースの大ファンであり、オールスターのテレビ中継に同級生でもある川藤幸三と一緒にゲストとして出演したことがある。また、元阪神の捕手で現楽天コーチの山田勝彦や元巨人捕手の山倉和博、元中日投手の朝倉健太は高校の後輩にあたる。
- 自動車免許の更新に行かなかったことで免許が失効になったこともある。
- 「自分じゃない自分になりたい」という感性から、本名で呼ばれることが嫌いと述べている[31]。
- 句歴20年以上の俳人である。俳句の選者として週刊誌に連載を持っており8年続いた。『サンデー毎日』で川上弘美と俳句談義をしている。近年は「艶俳句（つやはいく）」と称したエロ俳句を真剣な趣味としている。
- 次女・サクラがヒロインを務める2018年度下期のNHK連続テレビ小説『まんぷく』を毎日欠かさず視聴し、「元気をもらっている」と発言している。『まんぷく』のオファーを受け、当初は迷っていたサクラに対し、背中を押したという[32]。ドラマ終盤には奥田も出演した。
- 富山市の政策参与を務めており、同地で演劇集団「奥田塾」を主宰している[33][34]。
- 人生でお歳暮・お中元を贈ったことが一度もない[35]。
- 「死ぬ間際までショートケーキは食べない」と豪語していたが、孫が生まれて一口もらったのがきっかけで味を覚え、隠れて食べていたのが家族にばれたことがある。
- 銀座のクラブをはしごして、妻のもとに請求されてきた飲み代のツケが一度に3,000万円を越えたことがある[36]。

## 出演

### テレビドラマ
- 家光が行く 第6話「仇討ち愚連隊」（1972年、日本テレビ） - 「安藤豊明」名義
- 特別機動捜査隊 第585話「華麗なる貧困」（1973年、NETテレビ） - 明
- 花吹雪はしご一家（1975年 - 1976年、TBS） - 佐々木組
- 円盤戦争バンキッド（1976年 - 1977年、日本テレビ） - 主演・天馬昇 / バンキッドペガサス[注釈 2]
- ムー 第22話（1977年、TBS） - 大学生 役
- がんばれ! レッドビッキーズ（1978年、テレビ朝日） - 弓田
- スポーツケンちゃん（1978年、TBS） - ヤゴロー
- コメットさん 第15話「結婚指輪を追いかけろ!」（1978年、TBS）
- 冬の花火（1979年、TBS）
- ドラマ人間模様（NHK総合）
  - 楽園の日々（1980年）
  - とおりゃんせ（1982年）
- 木曜ゴールデンドラマ（読売テレビ）
  - ああ! この愛なくば（1980年）
  - 虹の果てには 仮説・三億円事件（1980年）
  - 悪夢（1984年）
  - 花嫁となる日（1986年）
  - 遠めがねの女（1986年） - 主演
  - かくれんぼ（1988年）
  - おれは裸だ（1988年）
- 大竹しのぶのああ!この愛なくば・頑張っせよ邦ちゃん（1980年8月28日、日本テレビ） - 国分享
- しあわせ戦争（1980年、TBS）
- 銀河テレビ小説（NHK総合）
  - 愛・信じたく候（1981年） - 石川啄木
  - 憤激の恋（1982年、NHK総合） - 北田銀平
  - 宵待草（1983年） - 大杉省吾
- 娘が家出した夏 家庭ってなァに?（1981年、TBS） - 名谷裕士
- 虹色の森（1981年、毎日放送）
- きりぎりす（1981年11月14日、関西テレビ） - 北岡雄二
- 火曜サスペンス劇場（日本テレビ）
  - 空白迷路（1982年）
  - 赤い鳩が死んだ（1984年）
  - 見知らぬ夫（1986年） - 森周二（荒木竜夫）
  - 死ぬ前にすべき二、三の事柄（1988年） - 主演
  - 宵待草殺人事件（1989年） - 主演・竹久夢二
  - さらわれたい女（1992年） - 主演
  - 逃げたい女（1993年） - 主演
- 東芝日曜劇場（TBS） - 4作品ともRKB毎日放送制作
  - 親不孝通りララバイ（1982年）
  - 途中下車（1986年）
  - 冬の歌声（1988年） - 主演・宜之
  - こちら当番弁護士（1993年） - 主演
- 大河ドラマ（NHK総合）
  - 徳川家康（1983年） - 松平勝隆
  - 独眼竜政宗（1987年） - 石田三成
  - 花の乱（1994年） - 一休宗純
  - 北条時宗（2001年） - 日蓮
  - 八重の桜（2013年） - 佐久間象山
  - 花燃ゆ（2015年） - 玉木文之進
- 月曜ワイド劇場（テレビ朝日）
  - 妻は何を感じたか（1983年） - 高林
  - 金属バット殺人事件（1985年）
- ツェルニー40番 練習曲愛（1983年、東北放送） - 主演
- 新大型時代劇 宮本武蔵（1984年、NHK総合） - 本位田又八
- 土曜ワイド劇場（テレビ朝日）
  - 結婚案内ミステリー風 略奪された花嫁!（1984年）
  - 夏樹静子の女の銃（1984年）
  - レイプ囚に愛された女（1985年） - 佐伯
  - 遺品の声を聴く男（2009年 - 2014年、朝日放送テレビ） - 主演・各務章祐
- 鬼龍院花子の生涯（1984年、TBS）
- 金曜日の妻たちへIII 恋におちて（1985年、TBS） - 藤森順一
- 好色一代男 おらんだ西鶴（1985年10月19日、NHK総合） - 団水
- 水曜ドラマスペシャル 泣く女（1986年）
- 松本清張サスペンス・隠花の飾り 百円硬貨（1986年、関西テレビ）
- 金曜女のドラマスペシャル 離婚しない女（フジテレビ）
- 花王名人劇場 人生相談シリーズ 〜妾宅・本宅〜（1986年、関西テレビ）
- 男女7人夏物語（1986年、TBS） - 野上君章
- 金曜日には花を買って（1986年） - 中川信吾
- オレの息子は元気印（1987年、日本テレビ） - 主演・松田克也
- 松田聖子のスイートメモリーズ（1987年、TBS）
- 結婚式（1987年）
- 宮尾登美子の松風の家（1988年、テレビ朝日）
- ザ・ドラマチックナイト となりの女・危険な週末、危険な情事（1988年、フジテレビ）
- 海岸物語 昔みたいに…（1988年、TBS） - 主演・村上達也
- ドラマ23 プロポーズは週末に（1988年、TBS） - 主演・孝雄
- ハートブレイクなんて、へっちゃら（1988年、NHK総合） - 主演
- 熱き炎の旅（1988年、テレビ東京） - 北原白秋
- 年末年始ホテル物語（1988年、TBS）
- 火曜スーパーワイド くどき屋ジョー（1989年、テレビ朝日） - 主演・城竜介
- 京都サスペンス 雪の宿（1989年、関西テレビ） - 主演・津上真治
- 女と男の忠臣蔵（1989年、テレビ朝日） - 高田郡兵衛
- 抱きしめたい! '90（1990年、フジテレビ）
- 水曜グランドロマン（日本テレビ）
  - 蟻地獄（1990年） - 主演・了司
  - 死刑囚からの恋うた（1991年） - 主演・次郎
- ギフチョウに魅せられた人々（1990年、NHK総合） - 主演
- 月曜ドラマスペシャル（TBS）
  - 雷獣（1990年） - 主演・松山春男
  - さそり Sasori 究極のセールスマンたち…（1991年） - 主演
  - ヒマラヤの赤い自転車（1992年）
  - ご接待（1992年） - 主演
  - マイホーム亭主の反乱（1993年） - 主演
  - サクラサク! おかあさんは女子大生（1993年）
- ホンコン・ドリーム（1991年、NHK総合） - 主演
- 離婚屋稼業 お別れさせます（1991年、フジテレビ） - 主演
- 藤子不二雄Aの笑ゥせぇるすまん実写版 夢に追われる男（1992年、TBS）
- ゴールデンボーイズ - 1960笑売人ブルース（日本テレビ） - 青木三郎
- 荒木又右衛門〜男たちの修羅（1994年、テレビ東京） - 桜井半兵衛
- ビジネスマン空手道（1995年、NHK総合） - 主演・木原正秋
- ハリウッドを駈けた怪優 異端の人・上山草人（1995年、東日本放送） - 主演・上山草人
- 私の叔父さん（1995年、フジテレビ） - 主演
- 連続テレビ小説（NHK総合）
  - ひまわり（1996年） - 赤松元基
  - どんど晴れ（2007年） - 石川政良
  - まんぷく（2018年） - 土井垣隆三
  - らんまん（2023年） - 大畑義平 [37]
- 奈良へ行くまで 夫が汚職に踏み切る時（1998年、テレビ東京） - 主演・中本正治
- オグリの子（1998年、NHK総合） - 主演・吾郎
- 永遠のアトム 手塚治虫物語（1999年、テレビ東京） - 主演・手塚治虫
- 高村薫サスペンス（1999年、NHK BS2） - 主演・岡田
- おいね・父の名はシーボルト（2000年、NHK総合） - 石井宗謙
- 五瓣の椿 第1話「復讐の炎」（2001年、NHK総合） - 喜兵衛
- 女と愛とミステリー 北の捜査線・小樽港署（2002年、テレビ東京） - 主演・佐原真一
- 旅の途中で（2002年、CBC） - 春日直也
- 怪談百物語 狼男（2002年、フジテレビ） - 伊勢屋喜左衛門
- 川、いつか海へ（2003年、NHK総合） - 沖山二郎
- 慶次郎縁側日記シリーズ（2004年 - 2006年） - 蝮の吉次
- 拝啓、父上様（2007年、フジテレビ） - 津山文彦
- 風のガーデン（2008年、フジテレビ） - 二神達也
- 警官の血（2009年、テレビ朝日） - 恩田源蔵
- スペシャルドラマ 白洲次郎（2009年、NHK総合） - 白州文平
- 宿命 1969-2010 -ワンス・アポン・ア・タイム・イン・東京-（2010年、テレビ朝日） - 白井眞一郎
- チェイス〜国税査察官〜（2010年、NHK総合） - 品田基彦
- ビート（2011年、WOWOW） - 島崎洋平
- MORDE E ASSOPRA（2011年）
- BS時代劇 テンペスト（2011年、NHK BSプレミアム） - 孫嗣志
- 金曜プレステージ（フジテレビ）
  - 魔術はささやく（2011年） - 吉武浩一
  - 悪党（2012年） - 鈴本茂樹
- ソドムの林檎〜ロトを殺した娘たち（2013年、WOWOW） - 設楽幸太郎
- 零戦〜搭乗員たちが見つめた太平洋戦争〜（2013年8月3日・8月10日、NHK BSプレミアム）[38] ※ドラマ部分に出演
- そんじょそこら商店街（2014年、NHK大分） - 青山耕蔵
- 硝子の葦 〜garasu no ashi〜（2015年、WOWOW） - 幸田喜一郎 [39]
- プレミアムドラマ 私は父が嫌いです（2015年、NHK BSプレミアム） - 吉田寛治
- 経世済民の男・第2部『小林一三 〜夢とそろばん〜』（2015年9月5日・12日、NHK大阪） - 岩下清周 役[40]
- 99.9-刑事専門弁護士-（2016年、TBS） - 大友修一 [41]
- 陰の季節（2016年、TBS） - 荒木田茂
- BARレモン・ハート SEASON2 第15話（2016年、BSフジ） - 矢島公作
- 誘拐ミステリー超傑作 法月綸太郎 一の悲劇（2016年、フジテレビ） - 法月貞雄 役[42]
- ドラマスペシャル 巨悪は眠らせない 特捜検事の逆襲（2016年、テレビ東京） - 羽瀬喜一
- ドラマ特別企画 巨悪は眠らせない 特捜検事の標的（2017年、テレビ東京） - 羽瀬喜一
- 運命に、似た恋（2016年、NHK総合） - 深見芳孝
- スーパープレミアム 獄門島（2016年11月19日、NHK BSプレミアム） - 了然 役[43]
- 大貧乏（2017年、フジテレビ） - 天満利章
- ツバキ文具店〜鎌倉代書屋物語〜（2017年、NHK総合） - 男爵
- 黒革の手帖（2017年、テレビ朝日） - 楢林謙治
- スペシャルドラマ必殺仕事人（2018年、テレビ朝日） - 壬生の幻楼
- 99.9-刑事専門弁護士- SEASON II（2018年、TBS） - 大友修一
- 不発弾〜ブラックマネーを操る男〜（2018年、WOWOW） - 中野哲臣 [44]
- コールドケース2 〜真実の扉〜 第6話（2018年、WOWOW） - 金村敦
- 母、帰る〜AIの遺言〜（2019年、NHK総合） - 野田誠二
- レ・ミゼラブル 終わりなき旅路（2019年、フジテレビ） - 徳田浩章 [45]
- 浮世の画家（2019年、NHK BS8K・総合） - 松田知州
- ハル〜総合商社の女〜（2019年、テレビ東京） - 高山雄一郎
- 脳科学弁護士 海堂梓 ダウト（2021年、テレビ東京） - 鹿島憲太郎 [46]
- 風の向こうへ駆け抜けろ（2021年、NHK総合）[47]
- 女系家族（2021年12月4日・5日、テレビ朝日） - 大野宇市 役[48]
- 世にも奇妙な物語’23 夏の特別編「虹」（2023年6月17日、フジテレビ） - 南條拓也 役[注釈 3][49]
- 日越外交関係樹立50周年記念ドラマ「ベトナムのひびき」（2024年3月2日、BSプレミアム4K / 3月17日、NHK BS） - 岩沢英雄 役[50]
- ブラック・ジャック（2024年6月30日、テレビ朝日）[51][52]
- 完全無罪（2024年7月7日 - 8月4日、WOWOW） - 有森義男 役[53]
- まどか26歳、研修医やってます!（2025年1月14日 - 3月18日、TBS） - 角田茂司 役[54]
- シミュレーション 〜昭和16年夏の敗戦〜（2025年8月16日・17日、NHK総合） - 木戸幸一 役[55]

### 映画
- もっとしなやかに もっとしたたかに（1979年、にっかつ）
- もう頰づえはつかない（1979年、ATG） - 橋本
- 五番町夕霧楼（1980年、松竹） - 櫟田正順
- スローなブギにしてくれ（1981年、東映）
- アッシイたちの街（1981年、共同映画全国系列会議）
- 人形嫌い（1982年、東宝東和）
- 汚れた英雄（1982年、東映） - 緒方宗行
- 人生劇場（1983年、東映） - 吹岡早雄
- 海に降る雪（1984年、東宝）
- 波光きらめく果て（1986年、松竹）
- 海と毒薬（1986年、日本ヘラルド映画） - 主演・勝呂
- ベッドタイムアイズ（1987年、日本ヘラルド映画） - 市来櫂
- 千利休 本覺坊遺文（1989年、東宝） - 主演・本覺坊
- 家族輪舞曲（1989年、東映クラシックス） - パパ
- 式部物語（1990年、東宝） - 主演・大友豊市
- ご挨拶 第3話「NOW IT'S MOMENT IN OUR LIFE !!」（1991年、東映アストロ）- 高杉修二
- ありふれた愛に関する調査（1992年、アルゴプロジェクト） - 主演・探偵
- ひかりごけ（1992年、日本ヘラルド映画=ヘラルド・エース）
- ピアニスト（1992年、アスキー映画） - 高橋ヨシ 役 [注釈 4]
- 極道記者（1993年、大映） - 主演
- 眠らない街 新宿鮫（1993年、東映） - 木津要
- 大阪極道戦争 しのいだれ（1994年、大映） - ナレーション
- 棒の哀しみ（1994年、ヒーロー） - 主演・田中
- 極道記者2 馬券転生篇（1994年、大映） - 主演
- 深い河（1995年、東宝）
- 汚い奴（1995年、ヒーロー）
- キャンプで逢いましょう（1995年、東宝）
- BAD GUY BEACH（1995年、アルゴ・ピクチャーズ） - 神父（友情出演）
- でべそ（1995年、ビジョンスギモト=マクザム）
- きけ、わだつみの声 Last Friends（1996年、東映） - 小野寺指令
- 新・極道記者 逃げ馬伝説（1996年、パル企画） - 主演・松崎辰雄
- ありがとう（1996年、東北新社） - 主演・鈴木一郎
- 鬼火（1997年、ギャガ・コミュニケーションズ） - 明神
- CUTE（1997年、エヌ・ケイ・ケイ）
- 恋極道（1997年、東映）
- 身も心も（1997年、東京テアトル） - 主演・岡本良介
- 現代仁侠伝（1997年、東映） - 主演・古場克己
- プライド 運命の瞬間（1998年、東映） - 清瀬一郎
- 皆月（1999年、日活） - 主演・諏訪憲雄
- 親分はイエス様（2001年、グルーヴコーポレーション） - 島俊夫
- 少女〜an adolescent（2001年、ニッポンムービー大阪=ゼロ・ピクチュアズ） - 主演・友川[注釈 5]
- 新・雪国（2002年、ケイエスエス） - 主演・芝野邦夫
- 棒 Bastoni（2002年、ゼアリズエンタープライズ） - AV製作会社社長
- 海は見ていた（2002年、日活） - 銀次
- 夜を賭けて（2002年、シネカノン） - 若林逸郎
- すてごろ 梶原三兄弟激動昭和史（2003年、GPミュージアム=リベロ） - 高森朝樹（梶原一騎）
- 油断大敵（2004年、ゼアリズエンタープライズ=ケングルーヴ） - パチンコ屋社長
- かまち（2004年、日本ヘラルド映画） - 山田秀一
- リバイバル・ブルース（2004年、エレファント・ピクチャー） - 洋介 役[注釈 6]
- でらしね（2004年、ライズピクチャーズ=メディアボックス） - 主演・水木譲司
- 濡れた赫い糸（2005年、東映） - 中沢
- 男たちの大和/YAMATO（2005年、東映） - 有賀幸作
- ブラックキス（2006年、アップリンク） - 嶺崎警部
- るにん（2006年、東京テアトル）[注釈 7][56]
- 長い散歩（2006年、東京テアトル） - 刑事 [注釈 8]
- 風の外側（2007年、ゼアリズエンタープライズ）[注釈 9]
- ヒョンジェ（2008年、フリースタイル）
- GOEMON（2009年、松竹=ワーナー・ブラザース映画） - 豊臣秀吉
- ちゃんと伝える（2009年、ギャガ・コミュニケーションズ） - 北徹二
- カケラ（2010年ピクチャーズデプト） - 自転車の男 [注釈 10]
- ロストクライム -閃光-（2010年、角川映画） - 滝口政利
- ロストパラダイス・イン・トーキョー（2010年、SPOTTED PRODUCTIONS） - 駒田宗一
- 修羅の花道（2012年、コンセプトフィルム） - 主演・稲村会二代目会長 石田隆匡
- 汚れた心（2012年、アルバトロス・フィルム=インターフィルム） - ワタナベ・ノボル
- るろうに剣心（2012年、ワーナー・ブラザース映画） - 山県有朋
- ミロクローゼ（2012年、ディーライツ） - なきゃむら
- つやのよる ある愛に関わった、女たちの物語（2013年、東映） - 安藤慎二
- 今日子と修一の場合（2013年、彩プロ）[注釈 11]
- この国の空（2015年、ファントム・フィルム＝KATSU-do）[57]
- 赤い玉、（2015年、渋谷プロダクション） - 主演・時田修次 [58]
- ベトナムの風に吹かれて（2015年、アルゴ・ピクチャーズ） - 小泉民生 [59]
- 64 -ロクヨン- 前編・後編（2016年、東宝） - 荒木田 [60]
- 世界から猫が消えたなら（2016年、東宝） - 父
- 散り椿（2018年、東宝） - 石田玄蕃 [61]
- ニワトリ★スター（2018年3月17日、マジックアワー） - 草太の父
  - ニワトリ☆フェニックス（2022年4月15日）
- 洗骨（2019年、ファントム・フィルム） - 主演・新城信綱
- 居眠り磐音（2019年、 松竹） - 宍戸文六 役[注釈 12]
- Diner ダイナー（2019年7月5日 ワーナー・ブラザーズ） - コフィ
- 10万分の1（2020年11月27日、ポニーキャニオン） - 桜木春夫
- 唐人街探偵 東京MISSION（原題：唐人街探案3）（2021年 中国映画） - 渡辺勝の父
- 西成ゴローの四億円（2021年11月9日、吉本興業、チームオクヤマ、シネメディア） - 莫炉脩吉 
  - 西成ゴローの四億円 死闘篇（2022年2月19日、吉本興業、チームオクヤマ、シネメディア）
- 99.9-刑事専門弁護士-THE MOVIE（2021年12月30日、松竹） - 大友修一 役[63]
- アキラとあきら（2022年8月26日、東宝） - 羽根田一雄 [64]
- クモとサルの家族（2023年3月18日、リアルプロダクツ）[65]
- 花腐し（2023年11月10日、東映ビデオ） - 沢井誠二[66]
- 車軸（2023年11月17日、CHIPANGU / エレファントハウス） - 誉志雄[67][68]
- かくしごと（2024年6月7日、ハピネットファントム・スタジオ） - 孝蔵[69]

### 短編映画
- ウタモノガタリ-CINEMA FIGHTERS project-「アエイオウ」（2018年）- 山崎信人将補
- たからばこ～守るべきもの～（2023年4月17日〈Web公開〉、クレバリーホーム） - 主演・浩一[70]

### オリジナルビデオ
- 平成維新伝 群狼がゆく（2000年、ミュージアム） - 黒川連合 大文字組若頭 タケダ
- 修羅の花道2（2012年、GPミュージアム） - 主演・石田隆匡

### 舞台
- 真夜中のパーティー（1983年、パルコ劇場） - ドナルド
- 逢魔が恋暦（1988年、松竹） - 茂兵衛 役
- 四谷怪談 十六夜の月（1996年、新宿梁山泊） - 伊策
- 夏の庭（1997年、パルコ劇場） - 古香老人
- ラヴ・レターズ（1998年、パルコ劇場）
- エリザベス・レックス（2004年、オン・タイム） - ウィル
- 兵士の物語（2007年、東京文化会館）[注釈 13]
- 幽霊たち（2011年、パルコ劇場） - ホワイト、ブラック（二役）

### 劇場アニメ
- おしん（1984年、サンリオ映画） - 俊作
- ペンギンズ・メモリー 幸福物語（1985年、東宝東和） - ジャック
- 蓮如物語（1998年、東映） - 正阿弥竜栄

### 吹き替え
- スター・ウォーズ エピソード4/新たなる希望 - ルーク・スカイウォーカー 役（マーク・ハミル）※劇場公開版（DVDリミテッドエディション収録）
- スター・ウォーズ 帝国の逆襲 - ルーク・スカイウォーカー 役（マーク・ハミル）※劇場公開版（DVDリミテッドエディション収録）
- フランチェスコ - フランチェスコ 役（ミッキー・ローク）※VHS版

### ゲーム
- 龍が如く5 夢、叶えし者 - 府警の刑事

### ラジオ
- Autorama Sound in Life（エフエム東京）

### ラジオドラマ
- ふたりの部屋（1985年2月、NHK-FM） - 三沢拓 役

### 配信ドラマ
- 匿名の恋人たち（2025年10月16日配信予定、Netflix） - 黒岩健二[71]

### バラエティ
- SURPRISE! （1999年10月 - 2000年10月、フジテレビ） - レギュラー
- ヴァザーリの回廊 （2009年12月、BSジャパン） - ナビゲーター
- 超ド級!世界のありえない映像列伝11（2014年5月13日、フジテレビ） - ナレーション

### ドキュメンタリー
- ドキュメント72時間 札幌すすきの 24時間にぎりめし屋（2012年7月17日、NHK総合） - ナレーター
- わが心の聖地〜思いの道 願いの道〜（2013年10月 - 2014年9月、BS日テレ） - ナレーター
- 日中共同制作 カンフーの聖地へ 世界遺産少林寺 奥田瑛二の鉄道とバスの旅（2014年8月10日、BS朝日） - ナビゲーター[72]

### CM
- 江崎グリコ サワーコロン（1979年）
- ハウス食品 豆腐名菜 （1985年）
- 富士写真フイルム カルディア、フジカラー「お正月を写そう」※カルディアも登場する（1986年）[73]
- ポーラ アンセボウ
- マツダ ペルソナ（1990年）
- 日産 セフィーロ ※賀来千香子との夫婦役（1995年）
- サントリー リザーブ（1996年）
- 呉羽化学 NEWクレラップ（1998年）
- NTTドコモ らくらくホン（2007年）
- キリンビール キリン一番搾り生ビール（2024年）[74]

### ミュージックビデオ
- Preserved Roses（T.M.Revolution×水樹奈々、2013年）

## ディスコグラフィ
- 全てポリスターからリリース。

### シングル
| # | 発売日          | A/B面 | タイトル               | 作詞         | 作曲       | 編曲       | 規格品番   |
| - | --------------- | ----- | ---------------------- | ------------ | ---------- | ---------- | ---------- |
| 1 | 1986年 11月10日 | A面   | クラシック             | 谷村新司     | 馬飼野康二 | 馬飼野康二 | D07C-1016  |
| 2 | 1987年 4月25日  | A面   | 想い出はタンゴに染めて | 荒木とよひさ | 彩         | 戸塚修     | D07C-1022  |
| 2 | 1987年 4月25日  | B面   | 卒業試合               | 三浦徳子     | 彩         | 芳野藤丸   | D07C-1022  |
| 3 | 1989年 10月25日 | 01    | イタイのそこが         | Touch        | Touch      | 久石譲     | H09C-31009 |
| 3 | 1989年 10月25日 | 02    | エンド・マーク         | 奥田瑛二     | Touch      | 久石譲     | H09C-31009 |

## 写真集
- Yohnosuke Higurashi 撮影、Eiji Okuda 画・文『Age : Eiji Okuda art performance book』小学館、1988年6月20日。

## 個展（開催地）
- フォーシーズンスホテル
- 銀座三越
- ホワイトギャラリー